# Estrela do Norte FC
Der Estrela do Norte Futebol Clube, in der Regel nur kurz Estrela do Norte genannt, ist ein Fußballverein aus Cachoeiro de Itapemirim im brasilianischen Bundesstaat Espírito Santo.
Aktuell spielt der Verein in der Staatsmeisterschaft von Espírito Santo.

## Erfolge
- Staatsmeisterschaft von Espírito Santo: 2014
- Staatsmeisterschaft von Espírito Santo – 2nd Division: 1996, 1999
- Staatspokal von Espírito Santo: 2003, 2004, 2005

## Stadion
Der Verein trägt seine Heimspiele im Estádio Mário Monteiro, auch unter dem Namen Estádio do Sumaré bekannt, in Cachoeiro de Itapemirim aus. Das Stadion hat ein Fassungsvermögen von 6000 Personen.

## Spieler
Stand: August 2021
| Nr. |           | Position | Name             |
| --- | --------- | -------- | ---------------- |
|     | Brasilien | TW       | Thiago Mofati    |
|     | Brasilien | TW       | Bernardo         |
|     | Brasilien | TW       | André Zuba       |
|     | Brasilien | TW       | Léo Bartoletto   |
|     | Brasilien | AB       | Russo            |
|     | Brasilien | AB       | Franklin         |
|     | Brasilien | AB       | Carlão           |
|     | Brasilien | AB       | Reinaldo         |
|     | Brasilien | AB       | Jeanderson       |
|     | Brasilien | AB       | Vinicius Costa   |
|     | Brasilien | AB       | João Moura       |
|     | Brasilien | AB       | Tony             |
|     | Brasilien | AB       | Enric Ferro      |
|     | Brasilien | AB       | Ricardo Lucena   |
|     | Brasilien | AB       | Alan Silva       |
|     | Brasilien | AB       | André Mascena    |
|     | Brasilien | MF       | Ramon Nascimento |
|     | Brasilien | MF       | Felipe Recife    |
|     | Brasilien | MF       | Iuri Pimentel    |
|     | Brasilien | MF       | Lima             |
|     | Brasilien | MF       | Guilherme        |

| Nr. |           | Position | Name             |
| --- | --------- | -------- | ---------------- |
|     | Brasilien | MF       | Willian Saroa    |
|     | Brasilien | MF       | Kauer            |
|     | Brasilien | MF       | Marcus Vinícius  |
|     | Brasilien | MF       | Raul Muller      |
|     | Brasilien | MF       | João Pedro       |
|     | Brasilien | MF       | Flávio           |
|     | Brasilien | MF       | Jonathas         |
|     | Brasilien | MF       | Thiago Lima      |
|     | Brasilien | MF       | Willian Bersan   |
|     | Brasilien | ST       | Felipe Fumaça    |
|     | Brasilien | ST       | Felipe Linhares  |
|     | Brasilien | ST       | Du Gaia          |
|     | Brasilien | ST       | Ramon            |
|     | Brasilien | ST       | Romário Simões   |
|     | Brasilien | ST       | Neto             |
|     | Brasilien | ST       | João Douglas     |
|     | Brasilien | ST       | Bruno Luiz       |
|     | Brasilien | ST       | William Chrispim |
|     | Brasilien | ST       | Renan            |
|     | Brasilien | ST       | Vitinho          |

## Trainerchronik
Stand: August 2021
| Trainer            | Nation    | von               | bis             |
| ------------------ | --------- | ----------------- | --------------- |
| Wagner Oliveira    | Brasilien | 2005              |                 |
| Rafael Andrade     | Brasilien | 2005              | 2006            |
| Rubens Filho       | Brasilien | 2006              |                 |
| Fábio Henrique     | Brasilien | 2008              |                 |
| Cipriano Alexandre | Brasilien | 2012              |                 |
| França             | Brasilien | 2013              |                 |
| Wagner Oliveira    | Brasilien | 2014              |                 |
| Dário Lourenço     | Brasilien | 2014              | 2015            |
| Charles de Almeida | Brasilien | 2015              |                 |
| Sorato             | Brasilien | 2017              |                 |
| Dário Lourenço     | Brasilien | 2017              |                 |
| Wagner             | Brasilien | 2018              |                 |
| Orlando da Hora    | Brasilien | 2019              |                 |
| Dário Lourenço     | Brasilien | 2019              |                 |
| Zé Humberto        | Brasilien | 2020              |                 |
| Vladimir de Jesus  | Brasilien | 16. November 2020 | 14. Januar 2021 |
| Ney Barreto        | Brasilien | 2021              |                 |
| Rodrigo Fonseca    | Brasilien | 2021              |                 |